# Tragia lippiifolia
Tragia lippiifolia är en törelväxtart som beskrevs av Radcl.-sm.. Tragia lippiifolia ingår i släktet Tragia och familjen törelväxter. Inga underarter finns listade i Catalogue of Life.